# 喬允遷
喬允遷（？—？），明朝人，明朝政治人物。

## 生平
萬曆拾柒年間（1589年），四川順慶府重慶府發生旱災，四川巡撫李尚思行文賑濟災民，時任順慶府鄰水縣知縣喬允遷，動用倉榖賑濟災民，勤勞俱著，料理得法，民霑實惠。